# Louise Colet

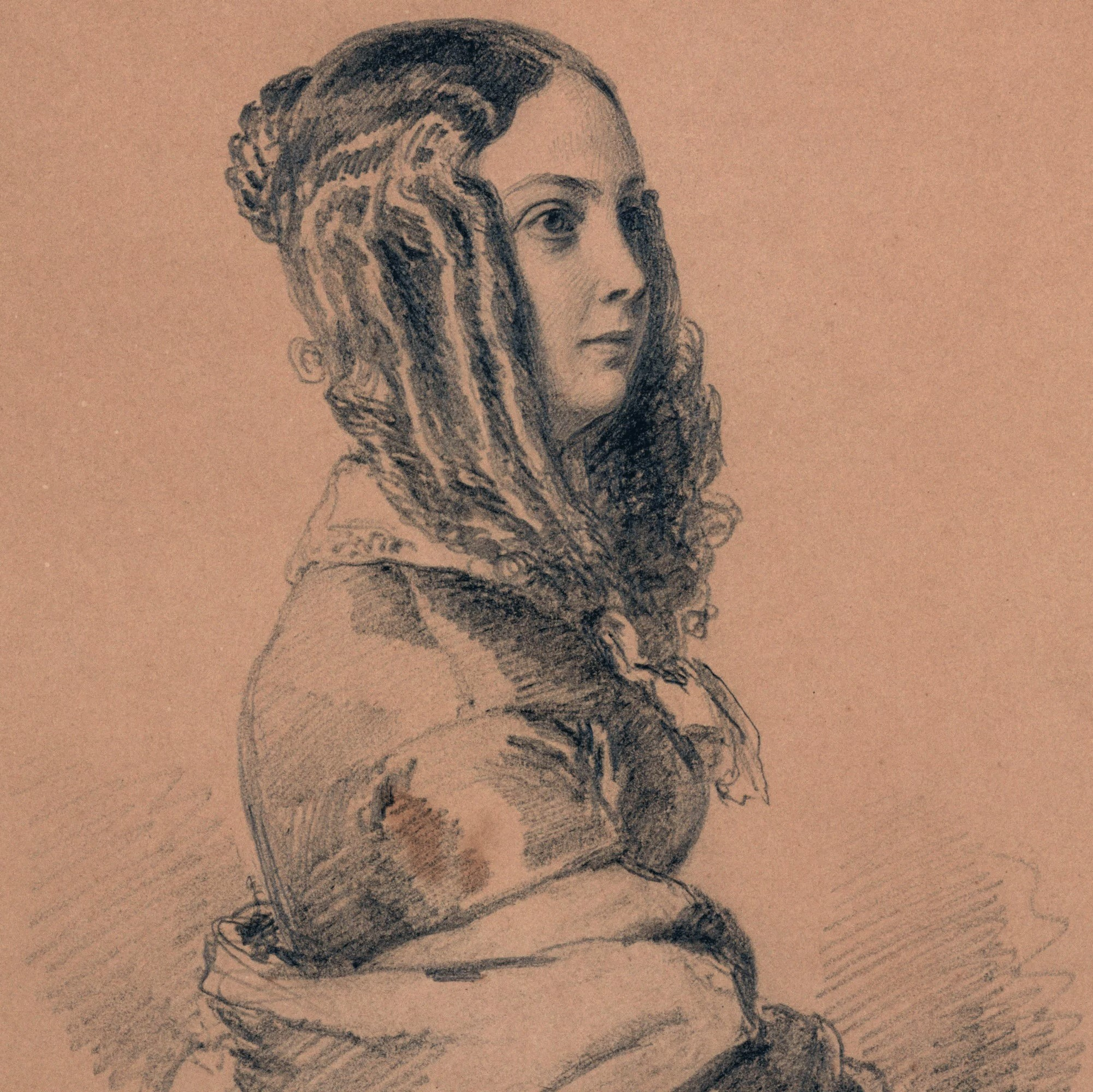
Louise Colet

Louise Colet, med födelsenamn Louise Révoil, född 15 augusti 1810 i Aix-en-Provence, Frankrike, död 9 mars 1876 i Paris, var en fransk poet och författare. Hon är bland annat känd för sitt stormiga utomäktenskapliga förhållande med Gustave Flaubert, vilket kan ha inspirerat honom till sitt magnum opus Madame Bovary.

## Biografi
Omkring tjugo år gammal gifte hon sig med Hippolyte Colet, en lärd musiker, delvis för att fly det provinsiella livet och leva i Paris. Väl i Paris försökte hon få sina verk publicerade, och vann kort därefter ett pris på två tusen franc från Franska akademien - det skulle senare komma att efterföljas av ytterligare tre stycken. Idag hävdar dock kritiker att hon vann priserna på grund av vänners inflytande snarare än litterär betydelse. Hon umgicks med många samtida författare, såsom Victor Hugo. Hennes bror var konstnären Pierre Révoil.
1840 födde hon dottern Henriette, men varken hennes make eller hennes älskare, Victor Cousin, erkände barnet som sitt. Hon hade sedan förhållanden även med Gustave Flaubert, Alfred de Mussets samt Abel Villemain. Efter att hennes make dött levde hon på sitt författarskap.

## Affär med Gustave Flaubert
Även om Colet var gift med Hippolyte Colet hade hon en erotisk affär i två omgångar om totalt åtta år med Gustave Flaubert. Relationen tog dock slut och de bröt upp. Louise har sagts vara inspirationen bakom Gustave Flauberts magnum opus Madame Bovary, om en otrogen kvinna vars ideal och lustar leder till hennes eget fördärv. Louise skall ha blivit så förargad av publiceringen att hon skrev en egen bok, Lui, i ett försök att komma åt Flaubert. Boken har dock inte fått samma långvariga betydelse som Madame Bovary.
Flaubert skrev ett dussintals brev till henne, från 1846 till 1847, och sedan även mellan 1851 och 1855. Många av dem innehåller viktig information om framstegen med författandet av Madame Bovary. I andra ger Flaubert långa komplimanger och kritiska kommentarer till de dikter Colet sänt honom för sin åsikt innan publicering. En del av dem innehåller intressanta kommentarer rörande de avgrundsskillnader som var mellan hans och hennes litterära uttryck och stilar - Colet var en romantiker och han övertygad om att författaren måste avstå från allt sådant.

## Texter på nätet (franska)
- Qui est-elle ? (1842)
- Diane, fragment d'un roman inédit (ca 1850)
- L'Institutrice (1840).
- Enfances célèbres